# Heterospingus
Heterospingus es un género de aves paseriformes perteneciente a la familia Thraupidae que agrupa a dos especies nativas de la América tropical (Neotrópico), donde se distribuyen desde Costa Rica, por el este de América Central  y el noroeste de América del Sur, hasta el oeste de Ecuador. A sus miembros se les conoce por el nombre común de tangaras o fruteros.

## Etimología
El término genérico masculino Heterospingus se compone de las palabras del griego «hetero»: diferente, y «σπιγγος spingos, σπιζα spiza» que es el nombre común de un tipo de pinzón.

## Características
Las dos tangaras de este género son medianas, miden entre 15 y 17 cm de longitud y se caracterizan por sus picos robustos. Mientras H. xanthopygius presenta un acentuado dimorfismo sexual, H. rubrifrons no presenta, siendo que el plumaje de este último es muy semejante a la hembra del primero. Son poco comunes y habitan en el dosel y en los bordes de selvas húmedas de tierras bajas, entre el nivel del mar y 1100 m de altitud.

## Taxonomía
Las dos especies en este género ya fueron tratadas como conespecíficas, pero son consideradas separadas con base en las diferencias radicales de plumaje de los machos, aparte de que sus zonas de distribución no se sobreponen.
Los amplios estudios filogenéticos recientes comprueban que el presente género es próximo a Hemithraupis, y el par formado por ambos es próximo a Chrysothlypis, y el clado integrado por éstes, es aliado al par formado por Chlorophanes spiza y Iridophanes pulcherrimus, conformando una subfamilia Hemithraupinae.

## Lista especies
Según las clasificaciones del Congreso Ornitológico Internacional (IOC) y Clements Checklist v.2019, el género agrupa a las siguientes especies con el respectivo nombre popular de acuerdo con la Sociedad Española de Ornitología (SEO):
| Imagen | Nombre científico          | Autor                | Nombre común         | EC (*) |
| ------ | -------------------------- | -------------------- | -------------------- | ------ |
|        | Heterospingus rubrifrons   | (Lawrence, 1865)     | tangara lomiazufrada | LC     |
|        | Heterospingus xanthopygius | (P.L. Sclater, 1855) | tangara cejirroja    | LC     |

(*) Estado de conservación